# Pezotettix platycerca
Pezotettix platycerca är en insektsart som först beskrevs av Carl Stål 1876.  Pezotettix platycerca ingår i släktet Pezotettix och familjen gräshoppor. Inga underarter finns listade i Catalogue of Life.